# Jagdpanzer

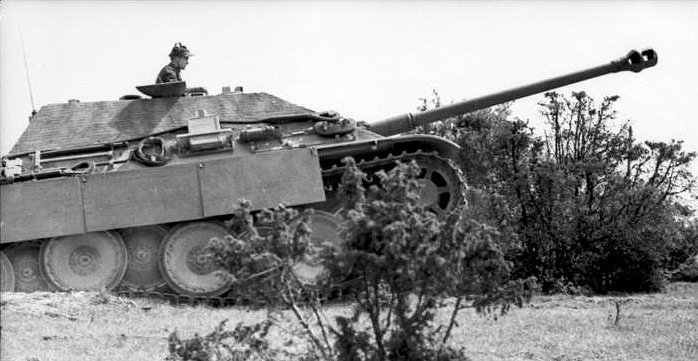
Um Jagdpanther, montado sobre o chassi do Panzer V.

Jagdpanzer (em alemão, tanque caçador ou caça-tanque), ou ainda, JgPz, é um nome para os destruidores de tanques alemães.
O termo geralmente se refere a veículos baseados nos chassis de tanques existentes com uma estrutura blindada, com uma arma/canhão anti-tanque com movimento lateral limitado. Os Jagdpanzers foram a continuação dos Panzerjägers, mas com uma blindagem maior.
Sem a complexidade da torre rotativa, os Jagdpanzers poderiam ser fabricados rapidamente, o que era importante para fornecer veículos de combate na Frente Oriental. No entanto, a falta de rotação da torre limitava o uso dos Jagdpanzers. Normalmente era utilizado em uma segunda linha de ataque como reserva, ou como uma linha defensiva.
Em 1945 o termo Jagdpanzer foi reclassificado como canhão autopropulsado.

## Versões

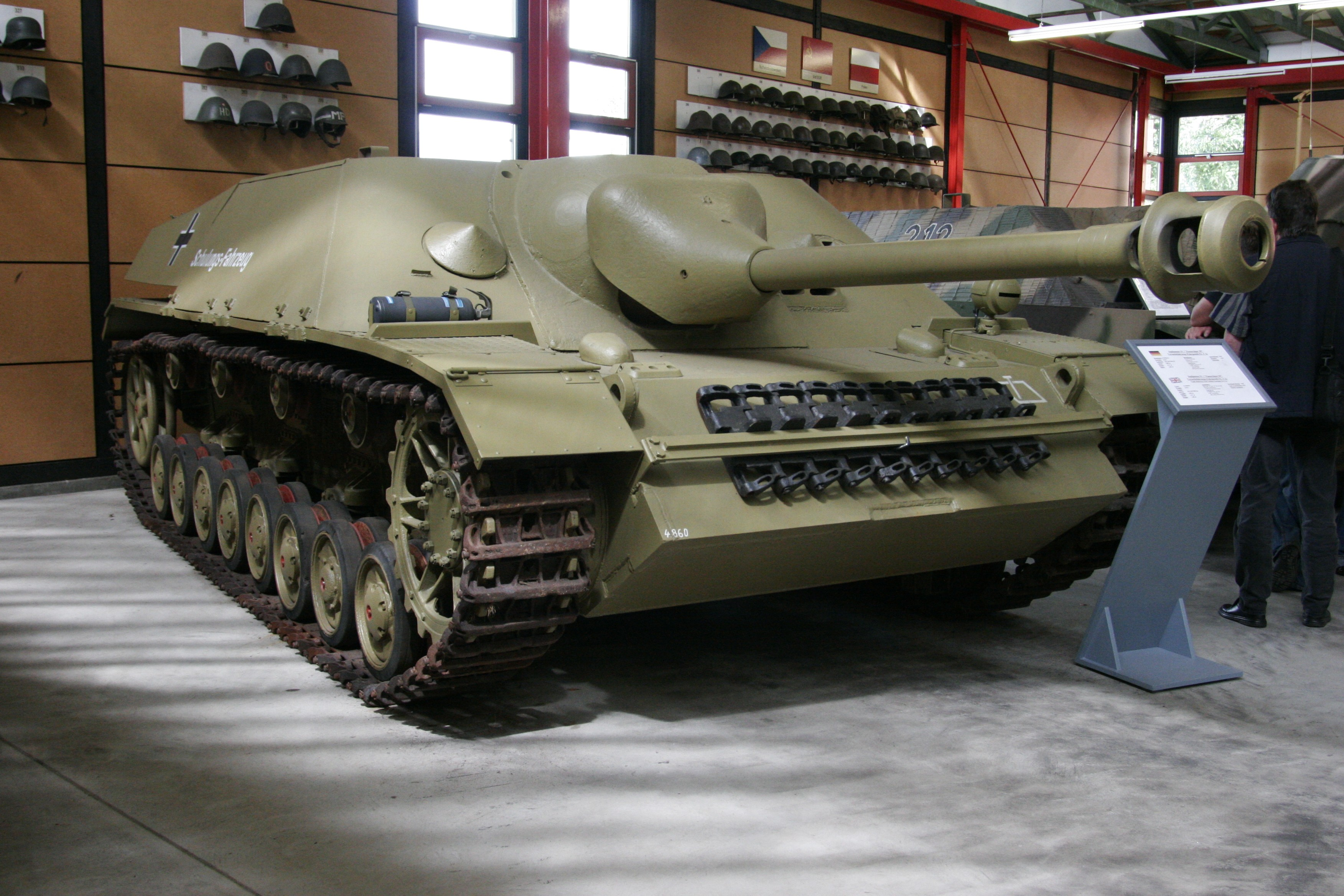
Um Jagdpanzer IV, montado sobre o chassi do Panzer IV.

Os veículos mais destacados na Segunda Guerra Mundial foram:
- Jagdpanzer 38(t), conhecido como "Hetzer", com base no Panzer 38(t).[1]
- Jagdpanzer IV, com base no Panzer IV.[2]
- Jagdpanther, com base no Panzer V.[3][4]
- Jagdtiger, com base no Tiger II.[5]
- Elefant, conhecido como "Ferdinand", com base no Tiger I.